# Incilius
Incilius (лат.) — род бесхвостых земноводных, обитающих в Новом Свете. Синоним Crepidophryne имеет русское название коста-риканские жабы.

## Описание
Общая длина представителей этого рода колеблется от 6 до 19 см. Голова несколько вытянута. По бокам головы есть железы, у ряда видов содержащие яд. У других представителей этого рода на голове или по бокам присутствуют гребни разного размера. Глаза среднего или большого размера, зрачки горизонтальные. Туловище массивное, но не толстое. Окраска разнообразная: оливковая, зелёная, бурая или коричневая с различными оттенками.

## Образ жизни
Населяют тропические и субтропические леса, заросли кустарников, густую растительность. Значительное время проводят в прудах, озёрах и других водоёмах со стоячей водой. Активны преимущественно в сумерках или ночью. Питаются мелкими грызунами, небольшими пресмыкающимися и беспозвоночными.

## Распространение
Ареал простирается от южных штатов США и охватывает всю Южную Америку.

## Классификация
Таксономический уровень рода до сих пор является обсуждаемым. Данная классификация основана на крупномасштабном пересмотре систематики амфибий Darrel Frost et al. от 2006 года и на февраль 2023 года в род включают 39 видов. Однако, некоторые исследователи считают, что Incilius следует рассматривать как подрод жаб:
- Incilius alvarius (Girard, 1859) — Колорадская жаба
- Incilius aucoinae (O'Neill & Mendelson, 2004)
- Incilius aurarius Mendelson et al., 2012
- Incilius bocourti (Brocchi, 1877) — Глухая жаба
- Incilius campbelli (Mendelson, 1994)
- Incilius canaliferus (Cope, 1877) — Равнинная жаба
- Incilius cavifrons (Firschein, 1950) — Шевронная жаба
- Incilius chompipe (Vaughan & Mendelson, 2007)
- Incilius coccifer (Cope, 1866) — Мелкобугорчатая жаба
- Incilius coniferus (Cope, 1862) — Колючая жаба
- Incilius cristatus (Wiegmann, 1833) — Гребенчатая жаба
- Incilius cycladen (Lynch & Smith, 1966)
- Incilius epioticus (Cope, 1875) — Коста-риканская жаба
- Incilius fastidiosus (Cope, 1875) — Желтоголовая жаба
- Incilius gemmifer (Taylor, 1940) — Низинная жаба
- Incilius guanacaste (Vaughan & Mendelson, 2007)
- Incilius holdridgei (Taylor, 1952)
- Incilius ibarrai (Stuart, 1954) — Гватемальская жаба
- Incilius karenlipsae Mendelson & Mulcahy, 2010
- Incilius leucomyos (McCranie & Wilson, 2000)
- Incilius luetkenii (Boulenger, 1891) — Жаба Люткена
- Incilius macrocristatus (Firschein & Smith, 1957)
- Incilius majordomus Savage, Ugarte, & Donnelly, 2013
- Incilius marmoreus (Wiegmann, 1833) — Мраморная жаба
- Incilius mazatlanensis (Taylor, 1940) — Тихоокеанская жаба
- Incilius mccoyi Santos-Barrera & Flores-Villela, 2011
- Incilius melanochlorus (Cope, 1877) — Чёрно-зелёная жаба
- Incilius nebulifer (Girard, 1854)
- Incilius occidentalis (Camerano, 1879)
- Incilius periglenes (Savage, 1967) — Оранжевая жаба
- Incilius peripatetes (Savage, 1972) — Панамская жаба
- Incilius perplexus (Taylor, 1943) — Мексиканская жаба
- Incilius pisinnus (Mendelson et al., 2005)
- Incilius porteri (Mendelson et al., 2005)
- Incilius signifer (Mendelson et al., 2005)
- Incilius spiculatus (Mendelson, 1997)
- Incilius tacanensis (Smith, 1952) — Вулканическая жаба
- Incilius tutelarius (Mendelson, 1997)
- Incilius valliceps (Wiegmann, 1833) — Прибрежная жаба

## Галерея
- Колорадская жаба
- Равнинная жаба
- Мелкобугорчатая жаба
- Колючая жаба
- Incilius nebulifer
- Прибрежная жаба